# Schiltberg
Schiltberg este o comună din districtul Aichach-Friedberg, landul Bavaria, Germania.